# Nexent Bank
Credit Europe Bank N.V. a fost fondată în 1994, având sediul central la Amsterdam, și este un grup financiar internațional, parte a FIBA Group. În 2010 se afla în topul primelor 10 bănci comerciale olandeze, având aproximativ 6,000 de angajați care servesc peste 3 milioane de clienți la nivel internațional.
A fost prezentă pe piața financiară din România încă din 1993, ca Banca de Credit Industrial și Comercial. În 2000 s-a rebrandat Finansbank, pentru a deveni mai târziu - în 2007 - Credit Europe Bank.
Banca oferă atât produse pentru retail banking și IMM cât și servicii de private banking prin mai mult de 200 de sucursale și 11,000 de puncte de vânzare din 9 țări europene. De asemenea, CEB NV pune la dispoziția clienților săi servicii de trade finance și corporate banking prin intermediul rețelei sale din aceste țări, precum și în China și Emiratele Arabe Unite.
Credit Europe Bank N.V. este prezentă la nivel internațional în:
- Europa Centrala și de Est: România, Rusia, Turcia, Ucraina
- Europa: Belgia, Elveția, Germania, Malta, Olanda
- În afara Europei: Dubai – Emiratele Arabe Unite, Shanghai - China

## FIBA  Group
Fondat în 1987 de către miliardarul turc Hüsnü M. Özyegin, Grupul FIBA deține un portofoliu de investiții atât financiare cât și non-financiare, la nivel global, cu o valoare totală a activelor de aproximativ 15 miliarde euro în 2011. Investițiile grupului FIBA în domeniul financiar sunt direcționate către banking, leasing, factoring, asigurări,managementul creditelor neperformante și  fonduri de capital privat. Investițiile non-financiare se află în aviație, retail, imobiliare, energie, construcții navale și management portuar.

## Fuzionarea cu banca mamă
În 01.01.2025 a intrat în vigoare procesul de fuziune dintre Credit Europe Bank (România) S.A. și banca mamă, Credit Europe Bank N.V. („CEB NV”) care este acționarul majoritar al Credit Europe România, cu 99,36% din acțiuni, și va funcționa în continuare în România sub denumirea „Credit Europe Bank N.V Amsterdam Sucursala București”.